# Hexode

Symbool van een hexode

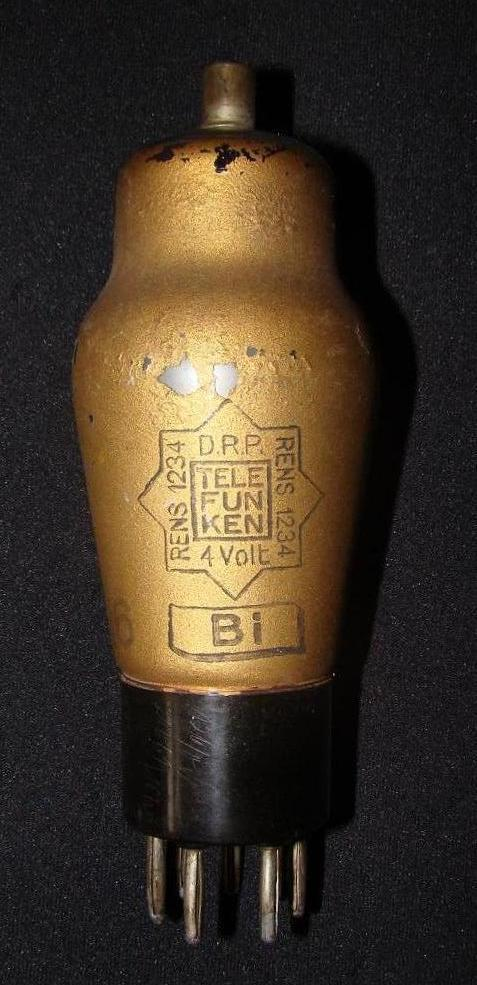
Hexode-triode ACH1

Een hexode is een elektronenbuis met zes elektroden, waarin zich tussen de anode en de kathode nog vier roosters bevinden, waarvan twee stuurroosters en twee schermroosters. Een hexode kan opgevat worden als een cascade van twee tetroden met slechts één anode en één kathode. De elektronenstroom van de kathode naar de anode wordt door beide stuurroosters beïnvloed. De belangrijkste toepassing van de hexode was als mengbuis in superheterodyne radio-ontvangers. Veel gebruikte typen hexode waren destijds de ECH11 en later de ECH41, combinatiebuizen, waarin zich zowel een hexode (H) als een triode (C) bevinden met gemeenschappelijke kathode. De triode doet dienst als oscillator. In deze typen waren de beide schermroosters inwendig met elkaar verbonden. Deze buizen zijn veel toegepast als mengbuis en oscillatorbuis in superheterodyne radio-ontvangers.
Net als bij de tetrode speelt ook bij de hexode de secundaire emissie bij de anode een storende rol. Daarom is ook de hexode verder ontwikkeld tot heptode door plaatsing van een rem- of keerrooster voor de anode.

## Werking
Bij de toepassing als mengbuis in een superheterodyneschakeling wordt aan het ene stuurrooster het ontvangen radiosignaal toegevoerd en aan het andere stuurrooster het oscillatorsignaal. Aan de anode ontstaan allerlei signalen die afgeleid zijn van de beide frequenties, waaronder ook het verschil van beide frequenties dat als zogenaamde tussenfrequentie dienst doet.
diode ·
triode ·
tetrode ·
pentode ·
hexode ·
heptode ·
octode ·
enneode

kathodestraalbuis ·
indicatorbuis ·
fotocel ·
fotomultiplicator ·
klystron ·
magnetron ·
lopende-golfbuis ·
geigerteller ·
gasontladingsbuis ·
thyratron ·
kwikdampgelijkrichter ·
ignitron